# Eustomias radicifilis
Eustomias radicifilis és una espècie de peix de la família dels estòmids i de l'ordre dels estomiformes.

## Hàbitat
És un peix marí i d'aigües profundes que viu fins als 1.200 m de fondària.

## Distribució geogràfica
Es troba a l'Atlàntic occidental central (33°N, 64°W).